# Beuren, Esslingen
Beuren är en kommun och ort i Landkreis Esslingen i regionen Stuttgart i Regierungsbezirk Stuttgart i förbundslandet Baden-Württemberg i Tyskland.
Kommunen ingår i kommunalförbundet Stadt Neuffen tillsammans med kommunerna Neuffen och Kohlberg.